# 71 a.C.
Il 71 a.C. (LXXI a.C. in numeri romani) è un anno  del I secolo a.C.

## Eventi
- Termina la Terza guerra servile con la decisiva vittoria dei romani (ad opera di Marco Licinio Crasso) nella Battaglia del fiume Sele: gli schiavi ribellatisi sotto Spartaco sono sconfitti e i 6000 non ancora morti vengono crocifissi lungo la Via Appia; i 5000 che si sono messi in fuga verso Nord vengono sconfitti in Etruria da Pompeo, che tornava vittorioso dalla Spagna.[1]
- Buona parte dell'odierna Bulgaria passa sotto il controllo romano.

## Morti
- Marco Antonio Cretico, militare romano (n. 115 a.C.)
- Quinto Arrio, politico e generale romano
- Casto, militare gallico
- Gannico, militare gallico
- Spartaco, militare romano (n. 109 a.C.)